# Тарнопольский, Владимир Григорьевич
Владимир Григорьевич Тарнопольский (30 апреля 1955, Днепропетровск, Украинская ССР) — российско-украинский композитор и педагог.
Один из активных реформаторов музыкальной жизни Москвы постсоветского периода, художественный руководитель крупных российских и международных музыкальных проектов, главной идеей которых было преодоление культурной самоизоляции и интеграция российской музыки в общеевропейский и мировой культурный контекст.

## Биография
С детства сочинял музыку, самостоятельно осваивал основы композиции. После учебы в Днепропетровском музыкальном училище им. Глинки (1970–1973) по классам фортепиано (педагог М.А. Александрова) и теории музыки изучал композицию в Московской государственной консерватории имени П. И. Чайковского у Николая Сидельникова, а гармонию, форму и полифонию у Юрия Холопова (1973–1980).
Особая роль в композиторском формировании Тарнопольского принадлежит Эдисону Денисову, который давал ему первые профессиональные советы и рекомендации еще по переписке, а впоследствии в консерватории стал его педагогом по инструментовке, сохранив, при этом определенное влияние и в вопросах сочинения. В студенческие годы Тарнопольский вошел в так называемый «денисовский круг» композиторов, занимавших альтернативную позицию по отношению к официальным установкам советской идеологии и составивших в конце 1980-х инициативное ядро творческой группы АСМ-2. Его дипломное сочинение — Концерт для виолончели с оркестром (1980) — было включено дирижером Геннадием Рождественским в абонементный цикл концертов «Из истории русской музыки».
В 1987 году в Пальчеве (Польша) был участником мастер-класса под руководством Луиджи Ноно, от которого получил теплое напутствие и ценнейший подарок — авторскую партитуру только что законченного сочинения No hay caminos, hay que caminar… Andrej Tarkowskij (Нет дорог, надо идти... Андрею Тарковскому, 1987).
С 1981 года преподавал композицию в Московском музыкальном колледже имени М. М. Ипполитова-Иванова. С 1992 по апрель 2022 года — профессор кафедры композиции Московской консерватории. Многие его ученики получили известность и стали призёрами международных композиторских конкурсов. В 2003 году по его инициативе в Московской консерватории была создана Кафедра современной музыки (заведующий кафедрой до 2017), на которой были разработаны учебные курсы по истории новой музыки для музыковедов, анализу современных партитур и новейшим исполнительским техникам для композиторов и исполнителей.
В апреле 2022 года переехал в Германию; ныне является приглашенным профессором Мюнхенской высшей школы музыки и театра. Проводит проекты также и в других консерваториях.

## Ученики
Хана Аджиашвили, Ольга Бочихина, Михаил Бузин, Георгий Дорохов, Орхан Гашимов, Себастьян Еликовский-Винклер, Ольга Раева, Антон Сафронов, Александра Филоненко, Алла Кессельман, Владимир Горлинский, Джамилия Джазылбекова, Николай Хруст, Баласагын Мусаев, Роман Пархоменко, Павел Поляков, Феликс Профос, Кирилл Широков, Мадлен Стыскаль, Рамазан Юнусов и др.

## Фестивали и конкурсы
Тарнопольский — участник многих международных фестивалей современной музыки, среди которых фестиваль Acht Brücken Köln, фестиваль «Альмейда» в Лондоне, Beethovenfest в Бонне, Мюнхенская оперная биеннале, Berliner Festwochen, Dresdner Tage fur Neue Musik, Frankfurter Musikfest der Alten Oper, Ильхом-фестиваль (Ташкент), Holland Festival, Hommage aux Russes Paris, Huddersfield festival, фестиваль им. Кара Караева в Баку, Klangspuren (Австрия), La Biennale di Venezia, Make Music Together в Бостоне, фестиваль Manca (Франция / Монако), Mannes festival в Нью-Йорке, Schleswig-Holstein Musikfest (Германия), Tage fur Neue Musik Zurich, «Варшавская осень», Wien Modern, The World Music Days of the ISCM, Нью-Йоркский фестиваль Sonic Boom, фестивали «Московская осень», «Альтернатива», «Звезды белых ночей» (Санкт-Петербург), «Другое пространство» (Москва) и др.
В качестве члена жюри приглашается на международные конкурсы композиторов в России и за рубежом, в том числе на ISCM World Music Days (Дни музыки Международного общества новой музыки), Gaudeamus Music Week (Амстердам), конкурс Witold Lutoslawski (Варшава), конкурс Goffredo Petrassi (Италия), Gesualdo Reloaded (Италия), конкурс радио «Oрфей» (Россия), The Rivers Awards International Composition Competition (Шанхай), ряд конкурсов в США и в странах бывшего СССР.

## Кураторская деятельность
В 1989 году Тарнопольский выступил одним из инициаторов создания новой Ассоциации современной музыки (АСМ-2) — группы композиторов, которые на излете советской эпохи объединились против официальной советской эстетики и идеологии.
В 1993 году в Московской консерватории им основаны первый в России Центр современной музыки и ансамбль солистов «Студия новой музыки», а в 1994 году — Международный фестиваль современной музыки «Московский форум» — единственный в России фестиваль, который ставил своей задачей не только выявлять актуальные тенденции в развитии новой эстетики и языка музыкального искусства, но и интерпретировать их в общественно-политическом дискурсе. В течение 30 лет здесь прошли фестивали современной музыки Германии, Франции, Италии, Австрии, Голландии, Польши, Швейцарии, которые стали важными событиями в музыкальной жизни России. В этих проектах состоялось более 1500 российских и мировых премьер сочинений русских и зарубежных авторов.
Такие долгосрочные проекты как «Красное колесо», «Неизвестная русская музыка XX века», «Россия-Германия. Главы истории музыки XX века», «Антология авангарда», «Спектры времени» (современная французская музыка), «Свобода звука!», «Европа глазами россиян, Россия глазами европейцев», «Призрак будущего» и другие получили широкий отклик в России и за рубежом.
Одним из главных направлений кураторской работы Тарнопольского стало воскрешение к жизни незаслуженно забытой музыки раннего русского авангарда. В ряде его проектов впервые прозвучали сенсационные находки — премьеры сочинений 1910-х — начала 1930-х годов, в том числе первая русская Камерная симфония Николая Рославца (1933), никогда не исполнявшиеся фрагменты оперы Дмитрия Шостаковича «Нос» (1928), сочинения Николая Обухова, Ефима Голышева, Ивана Вышнеградского, Артура Лурье, Евгения Гунста, Владимира Фогеля и др.
Тарнопольский являлся инициатором Международного конкурса молодых композиторов имени П. Юргенсона в Москве (с 2001), а также Международного конкурса Московской консерватории (с 2018).

## Признание
Сочинения Тарнопольского звучат в России и за рубежом. Ему заказывали сочинения ведущие мировые музыкальные коллективы, оркестры и театры, среди которых: Ансамбль солистов Большого театра, Симфонический оркестр Баварского радио, Мюнхенский филармонический оркестр, Симфонический оркестр Мариинского театра, Симфонический оркестр Роттердамской филармонии, немецкие Ensemble Modern, Ensemble Musikfabrik, парижский Ensemble intercontemporain, голландский Schönberg Ensemble, Klangforum Wien и др.
Премьеры его оперных и сценических работ проходили в рамках оперной Мюнхенской биеннале, в Барбикан-Холле в Лондоне, на фестивале Beethovenfest в Бонне, на Rencontres Musicales d'Evian (Франция), на Фестивале современного танца в Амстердаме (Нидерланды), на Музыкальном фестивале в Бергене (Норвегия), на фестивале им. Кара Караева в Баку, в Мариинском театре Санкт-Петербурга, в Московском оперном театре им. К. Станиславского и В. Немировича–Данченко, в Камерном музыкальном театре под руководством Б. Покровского и др.
Музыка Тарнопольского звучала в исполнении таких известных музыкантов как Мстислав Ростропович, Геннадий Рождественский, Валерий Гергиев, Владимир Юровский, Инго Метцмахер, Сильвен Камбрелинг, Рейнберт де Леу, Александр Лазарев, Наталия Гутман, Йенс Петер Майнц и др.
Владимир Тарнопольский был первым российским композитором, приглашенным в качестве профессора на Международные летние курсы новой музыки в Дармштадте (2010). Он регулярно проводит лекции и мастер-классы в России, Австрии, Китае, Германии, Великобритании, Нидерландах, Польше, Франции, Швеции, Швейцарии, Украине, США и других странах, включая такие университеты как Гарвардский, Оксфордский, Кембриджский и др.
Сочинения Тарнопольского были удостоены ряда премий, в том числе, Премии имени Дмитрия Шостаковича (Россия, 1991) и премии Пауля Хиндемита (Германия, 1991), International Rostrum of Composers award (2001). В качестве composer-in-residence он приглашался в крупнейшие институции современного искусства и науки, среди наиболее крупных — Civitella Ranieri (Италия, 2015), Берлинский Институт перспективных исследований (Wissenschaftskolleg zu Berlin, 2017–2018).
Является членом Саксонской Академии Искусств (Германия). Почетный профессор Государственной консерватории Узбекистана.

## Творчество
Тарнопольский – автор нескольких опер, оркестровых, камерных и вокальных произведений. В звучании своей музыки он стремится достичь «новой эвфонии» (нового благозвучия), когда в возникающей «звуковой магме снимаются противопоставления консонанса и диссонанса, звука и шума, гармонии и тембра, акустических и электронных инструментов». По мнению одного из журналистов, композитор, используя различные стилистические элементы, подразумевает одновременно и их внутренне-саморазрушающую критику; эта «музыка все время создает впечатление, что она сама размышляет о своем звучании с обзорной площадки, при этом, не только распознавая саму сонорику, но и, что еще важнее, сознательно оперируя ее смыслами».
В своих сочинениях Тарнопольский часто объединяет художественный и политический дискурсы, подобно тому, как в своей кураторской деятельности он осуществлял это на протяжении многих лет посредством общественно-значимых инициатив в пространстве новой музыки России.

## Сочинения
- Партита (1972).
- «Карпатские вариации» (1973).
- «Свирель запела» для сопрано, флейты, альта и арфы (1973, текст А. Блока).
- Hommage à Joan Miro для арфы (1974).
- Квинтет для флейты, гобоя, кларнета, фагота и валторны (1975).
- «Итальянские песни» для сопрано и фортепиано (1976, текст А. Блока).
- Струнное трио (1977).
- Симфонический пролог для оркестра (1978).
- Концерт для виолончели с оркестром (1980).
- Симфония (1982).
- Музыка памяти Дмитрия Шостаковича, коллаж для чтеца и камерного оркестра (1983, тексты А. Ахматовой, М. Матусовского, А. Межирова, Дж. Паттерсона).
- «Покаянный псалом», концерт для хора, солирующей скрипки, органа и ударных (1986).
- «Три грации», опера-пародия (1987, текст К.-М. фон Вебера).
- «Иисус, твои глубокие раны», хоральная прелюдия для струнного трио, ударных и ансамбля (1987).
- «Бруклинский мост, или Мое открытие Америки», кантата для сопрано, тенора и оркестра (или большого ансамбля) (1988, текст Вл. Маяковского).
- «По прочтении музыкальных набросков Мусоргского», концерт для хора, солистов, чтеца и камерного оркестра (1989).
- «Троïсті музики», фортепианное трио с пением (1989, текст Г. Сковороды).
- Eindruck-Ausdruck. Hommage à Kandinsky (1989).
- «Отзвуки ушедшего дня», трио для кларнета, виолончели и фортепиано (1990).
- Per archi для квартета ударных (1990, памяти Луиджи Ноно).
- «Кассандра» для большого ансамбля (1991).
- «Amoretto» для сопрано, 2 кларнетов, альта, виолончели и контрабаса (1992, текст Э. Спенсера).
- O, PÄRT — OP ART, инсталляция трезвучия для кларнета, скрипки, альта, виолончели и фортепиано (1992).
- «Полный безумия мир» для большого ансамбля (1993, текст К. Швиттерса).
- «Ох, эти русские… или Волшебный напиток», музыкальный фарс (1993, текст И. Масленниковой).
- «Дыхание исчерпанного времени» (1994).
- «Сцены из настоящей жизни» для сопрано, флейты, валторны и фортепиано (1995, текст Э. Яндля).
- «Пейзаж после битвы» на тексты Дуинских элегий Райнера Мария Рильке для большого ансамбля, баритона и мужского хора (1995).
- «…Ветер слов, которые он не успел сказать» для виолончели с оркестром (1996)
- «В театр» для трех вокальных групп, оркестра и балета (1998, текст Э. Яндля).
- «Когда время выходит из берегов», опера по мотивам А. Чехова (1999).
- «Чевенгур» для сопрано и камерного ансамбля (2001, текст А. Платонова).
- «Блуждающие огни» для оркестра (2003).
- «Правдивая история Золушки», музыкальная сказка для чтецов, детского хора, детского оркестра (любого состава) и камерного ансамбля (2003, текст Роальда Даля).
- «Маятник Фуко» для камерного оркестра (2004).
- «Jenseits der Schatten» (По ту сторону тени), мультимедиа-опера (2006, по мотивам «Притчи о пещере» Платона, на тексты Данте, Леонардо, Ницше).
- «Boxing Pushkin» сцена из коллективной оперы (2007, совместно с Ольгой Бочихиной, Владимиром Горлинским, Алексеем Сюмаком, Николаем Хрустом).
- «Eastanbul» для камерного оркестра (2008)
- «Last and Lost» для камерного ансамбля (2010)
- Redshift («Красное смещение») для большого оркестра и электроники (2013)
- Tabula Russia для оркестра (2015)
- «Портрет девушки с томиком Павезе» для сопрано и ансамбля (2015)
- «Фанфары для фестиваля» для трубы и валторны (2015)
- «Рассыпанные слова» для сопрано и фортепиано (2016)
- Blue Shift («Синее смещение») для оркестра (2017)
- Perpetuum Moebius для флейты, бас-кларнета, скрипки, виолончели и фортепиано (2017)
- Be@thoven – Invocation (вслед 4 концерту Бетховена) для оркестра (2017)
- Study of Breath для виолончели соло (2018)
- «Форсаж» для ансамбля (2020)
- «Сто дней одиночества» для альта соло; версия для скрипки соло (2020)
- «Тетрадь хоралов для сольных духовых» (2020–2021)
- «Последний закат» для сопрано-саксофона, записи NASA звуков Земли и электроники (2021)
- «Старая шкатулка из Грузии» для флейты и фортепиано (2022)
- «Испанская серенада» для меццо-сопрано, флейты, скрипки, виолончели (ударных ad lib.) и фортепиано (2022)
- Out of Step. Out of Time. March to Stay Still для фортепиано (2023)
- Danse macabre для оркестра (2023)